# Human Target (serie televisiva 2010)
Human Target è una serie televisiva statunitense d'azione. La serie è un adattamento dell'omonimo fumetto della Vertigo creato da Len Wein e Carmine Infantino. La première dello show è andata in onda il 17 gennaio 2010. Per la prima stagione sono stati commissionati 13 episodi.

## Trama
Christopher Chance è un esperto di sicurezza, abile in varie discipline di combattimento nonché discreto nell'uso di armi da fuoco di vario calibro e genere, che si occupa di difendere quelle persone che, minacciate di morte a causa di attività segrete o al limite della legalità, non possono rivolgersi alle forze dell'ordine. Il metodo di Chance consiste nell'introdursi nella vita dei suoi clienti fino a diventare il nuovo obiettivo dei sicari.
Ad assistere Chance, ci sono Winston, un ex poliziotto e un abile stratega per quanto riguarda l'organizzazione di azioni semi-belliche finalizzate al raggiungimento delle varie missioni, e Guerrero, un esperto di tecnologie ed assassino di fama mondiale , che dimostra durante l'intero svolgimento della serie tv di avere amicizie in tutto il mondo, amante delle armi di grosso calibro è un free lance molto legato per questioni di onore al protagonista. Nella seconda stagione dopo varie missioni Chance se ne va in un monastero abbandonando Winston e Guerrero. Chance viene trovato da Ilsa Pucci, vedova di un miliardario filantropo, la quale gli chiede protezione. Riunita la squadra durante la missione viene fermata da Winston e Guerrero una giovane ragazza di nome Ames, ladra e borseggiatrice.
A missione conclusa Ilsa Pucci chiede di poter finanziare la società di bodyguard promettendogli jet privati, macchine, armi e molto altro. Chance accetta. In più, alla squadra si aggiunge Ames, giovane ed avvenente, dimostra eccezionali abilità in particolare nelle vesti di ladra e scassinatrice, improvvisa situazioni al limite senza pudore e si prende varie responsabilità senza mai tradire le varie aspettative.

## Episodi
| Stagione         | Episodi | Prima TV USA | Prima TV Italia |
| ---------------- | ------- | ------------ | --------------- |
| Prima stagione   | 12      | 2010         | 2010            |
| Seconda stagione | 13      | 2010-2011    | 2011            |

## Personaggi
- Christopher Chance (stagioni 1-2), interpretato da Mark Valley, doppiato da Luca Ward.
Christopher Chance, alias Human Target, è un personaggio secondario nato in casa DC Comics per dare supporto agli albi di Superman, negli anni settanta. In seguito, negli anni novanta, il personaggio venne trasportato sullo schermo in una omonima serie tv, con protagonista la star del pop Rick Springfield. All'inizio del nuovo millennio fu rivisitato il personaggio cartaceo con una nuova serie Human Target, creata da Len Wein e Carmine Infantino per Vertigo, una etichetta della società DC Comics. Nel 2009 FOX ha annunciato l'acquisto di una nuova serie tv dedicata alla storia di Christopher Chance. Il personaggio di Christopher Chance ritornerà poi come guest star in alcuni episodi di Arrow.
- Detective Laverne Winston (stagioni 1-2), interpretato da Chi McBride, doppiato da Angelo Nicotra.
- Guerrero (stagioni 1-2), interpretato da Jackie Earle Haley, doppiato da Luciano Roffi.
- Ilsa Pucci (stagione 2), interpretata da Indira Varma, doppiata da Emanuela Baroni.
- Ames (stagione 2), interpretata da Janet Montgomery, doppiata da Micaela Incitti.

## Produzione
Nel maggio 2010 è stata confermata una seconda stagione che è andata in onda negli Stati Uniti nell'autunno del 2010.
L'11 maggio 2011 la serie è stata ufficialmente cancellata.